# Pedro II de Médici
Pedro II de Médici, en toscano Piero de Medici, llamado el Fatuo o el Infortunado (Florencia, 15 de febrero de 1472-Gaeta, 28 de diciembre de 1503) fue signore de la República de Florencia entre 1492 y 1494.  
Nacido en las familias Médici y Orsini, primogénito varón de Lorenzo de Médici, fue elegido como su sucesor tras su muerte, pero su gobierno arbitrario y su actuación durante el paso de las tropas francesas de Carlos VIII motivó una rebelión popular en la que resultó expulsado.  
Tras un exilio de varios años en los que intentó infructuosamente recuperar el gobierno florentino, entró como militar al servicio de Francia y murió tras la batalla del Garellano.

## Biografía

### Familia
Nacido en Florencia en 1472, fue el segundo hijo (primer varón) de Lorenzo de Médici y de Clarice Orsini. Tuvo seis hermanos, sin contar otros tres que murieron en la infancia: Lucrezia, Maddalena, Giovanni, Luisa, Contessina y Giuliano.
La familia Médici mantenía hereditariamente la signoria de la República de Florencia desde hacía cincuenta años: el tatarabuelo Giovanni había progresado gracias a los ingresos económicos obtenidos del Banco Medici; en 1434 su hijo Cosimo se había impuesto sobre Rinaldo degli Albizzi como gobernante de Florencia y había sido titulado "Padre de la Patria"; en 1464 el cargo había pasado a Piero, y muerto éste en 1469, los principales nobles de la ciudad acordaron entregar el poder a Lorenzo (padre de Piero) y Giuliano (que murió en la conspiración de los Pazzi de 1478).
Más antigua y noble era la familia materna Orsini.  El abuelo Jacopo era signore de Monterotondo y su mujer Maddalena venía de la rama Orsini de Bracciano y Tagliacozzo.  Desde el siglo XII la familia había dado a la Iglesia tres papas y varios cardenales, y sus feudos se extendían por toda Italia.  

### Juventud
Piero fue educado en la corte florentina junto a sus hermanos bajo notables figuras como Angelo Poliziano , Bernardo Michelozzi, Urbano Valeriano, Demetrio Calcocondilas, Gregorio da Spoleto, Marsilio Ficino o Bernardo Dovizi.
Como el varón de más edad de la familia estaba destinado a suceder a su padre en la signoria,  pero desde joven mostró un carácter arrogante e indisciplinado; Lorenzo comentaba en su correspondencia su preocupación de que no estuviera a la altura del puesto, señalando su excesiva ostentación y afición por la indumentaria lujosa.

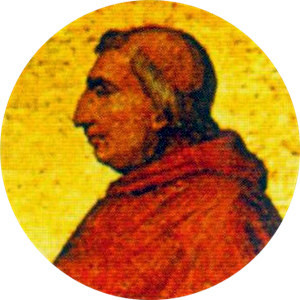
Inocencio VIII.

Sus primeras intervenciones en la vida pública tuvieron lugar a partir de los doce años de edad: en 1484 viajó a Roma con una delegación encabezada por Francesco Soderini para prestar obediencia al recién elegido papa Inocencio VIII, el año siguiente en ausencia de Lorenzo fue el encargado de recibir a Giovanni Bentivoglio que volvía de Roma a Bolonia y en 1487 acogió a Giuliano Della Rovere y Gian Giacomo Trivulzio que se dirigían a Milán.  Ese mismo año acompañó a su hermana Maddalena a Roma para su matrimonio con Franceschetto Cybo, y en compañía del embajador Giovanni Lanfredini y de su tío abuelo Giovanni Tornabuoni visitó a varios cardenales de la Curia.  En 1488 murió su madre, y el año siguiente estuvo presente en Milán en la boda del duque Gian Galeazzo Sforza e Isabella d’Aragona.

### Matrimonio e hijos
Piero se casó con Alfonsina Orsini, hija del difunto conde de Tagliacozzo Roberto Orsini y de Catalina Sanseverino.  El matrimonio por poderes se celebró en el Castel Nuovo de Nápoles el 25 de febrero de 1487, con Bernardo Rucellai ejerciendo como procurador de Piero, y Virginio Orsini de la novia; la boda tuvo lugar en Bracciano en mayo de 1488.  La pareja tuvo tres hijos:
- Lorenzo II de Médici, duque de Urbino (12 de septiembre de 1492– 4 de mayo de 1519);
- Clarice de Médici (1493 – 3 de mayo de 1528), casada con Felipe Strozzi el Joven (1488–1538);
- Luigia (febrero de 1494-?).[7]

Fuera de este matrimonio consta también otra hija, de madre desconocida: 

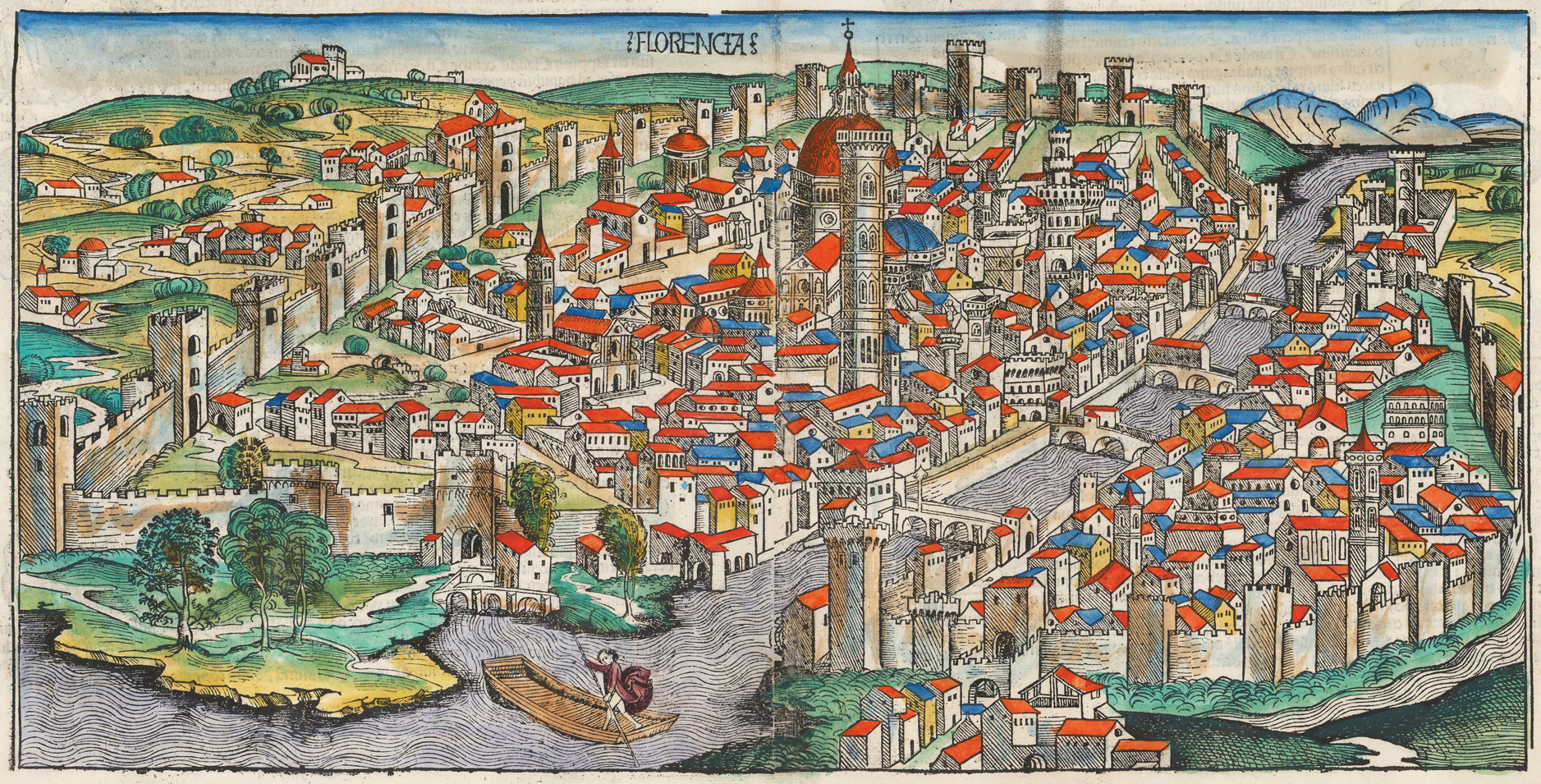
Florencia en la Crónica de Núremberg.

- Maria (1492-?).[7]

### Signorede Florencia
En abril de 1492 murió su padre Lorenzo después de haber regido la República de Florencia durante veintidós años; su signoria, como la de sus antepasados Médici, no era un cargo oficial ni tenía reconocimiento jurídico formal, pero su reputación, popularidad y buen gobierno le habían permitido mantenerse como "primer ciudadano" con el apoyo de la mayoría de la aristocracia y de la población florentinas, que ahora eligieron a Piero como su sucesor natural.
Su forma de gobierno en Florencia pronto empezó a levantar críticas: inexperto y soberbio, relevó de su puesto a Piero Dovizi, que había sido un fuerte apoyo en la economía florentina en tiempos de Lorenzo, y transfirió a su propia casa la administración de las finanzas que hasta entonces había estado en el Consejo de los Ocho;   Bernardo Rucellai y Paolantonio Soderini también fueron relevados de sus cargos civiles por haber casado a sus hijos con las hijas de Filippo Strozzi, quien había estado desterrado por su antigua oposición a los Médici.  
Sus parientes Lorenzo y Giovanni de Médici fueron expulsados de Florencia por sus tratos con el embajador francés Georges d'Amboise, en una incierta conjura contra la república que supuestamente escondía una enemistad personal.  
Los antiguos consejeros de su padre le recomendaban moderar su autoridad.

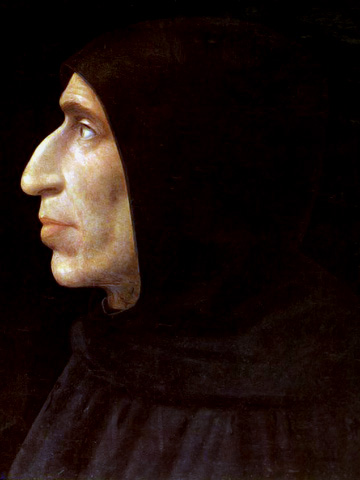
Savonarola.

Mención aparte merece la figura del dominico Girolamo Savonarola, prior del convento de San Marcos y predicador elocuente, que en sus sermones desde el púlpito de la Catedral de Santa María del Fiore acostumbraba a hacer de los Médici el objetivo de sus diatribas ante una multitud enfervorecida.

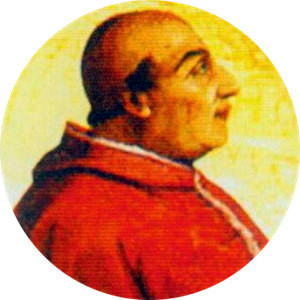
Alejandro VI.

También fuera de Florencia su reputación decrecía: cuando murió Inocencio VIII se formó una embajada que debía prestar obediencia al nuevo papa Alejandro VI; la idea era que los embajadores de Florencia, Milán y Nápoles se presentaran juntos en Roma, como aliados que eran, pero llegado el momento Piero se destacó ostentosamente frente al pontífice, lo que no fue del agrado del milanés Ludovico Sforza en una época en que la precedencia era importante.  
Por otro lado, por mediación de Piero y con el consentimiento del rey de Nápoles Ferrante I, Francesco Cibo había vendido a Virginio Orsini algunos castillos que su padre Inocencio VIII le había concedido cerca de Roma, lo que tanto Alejandro VI como Sforza consideraron una maniobra amenazante para el papa.
Aprovechando el viaje a Roma intentó establecer una alianza matrimonial con los Borgia mediante la boda de su hermano Giuliano con Lucrezia Borgia o con Laura Orsini, aunque ambas partes no consiguieron llegar a un acuerdo.

### Caída

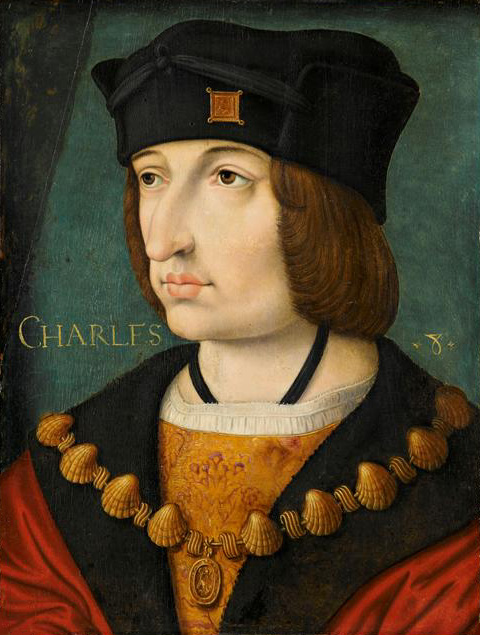
Carlos VIII.

En 1494 el rey Carlos VIII de Francia metió sus tropas en Italia dispuesto a conquistar el Reino de Nápoles, alentado por Ludovico Sforza, que oficiaba como regente del Ducado de Milán en nombre de su sobrino Gian Galeazzo Sforza.  
La guerra no iba contra Florencia, pero a su paso por Pisa declaró el territorio independiente de Florencia, y antes de seguir hacia el sur el rey francés debía asegurar las líneas de comunicación con Milán, y para ello pensó ocupar varias plazas en la Toscana.
En la inminente guerra entre napolitanos y franceses, Piero estaba más inclinado a favorecer a los primeros, pero incapaz de enfrentarse militarmente a los segundos, en octubre se entrevistó en Sarzana con Carlos VIII, y sin licencia de las autoridades florentinas, pactó que a cambio de la inmunidad de Florencia cedería provisionalmente a los franceses Sarzana, Pietrasanta, Pisa y Livorno.  
Fue la chispa que prendió el descontento de los florentinos: el 8 de noviembre Piero regresó a Florencia, y llamado a rendir cuentas ante el consejo de gobierno, se negó a comparecer sin escolta.  
El día 9 una rebelión popular obligó a Piero y a sus hermanos Giovanni y Giuliano a abandonar la ciudad al grito de "pueblo y libertad" y saqueó el palacio Medici, mientras las autoridades ofrecían una recompensa por su captura.

### Exilio
Mal acogido en Bolonia por Giovanni II Bentivoglio, que le reprochó la poca resistencia que había hecho para mantenerse en el gobierno, Piero salió hacia Venecia mientras sus hermanos iban a Città di Castello bajo la protección de los Vitelli.  Posteriormente se estableció en Roma, manteniéndose con la ayuda de su hermano el cardenal, de los Sanseverino y de los préstamos otorgados a cuenta de las joyas de su mujer.  
Durante los años siguientes Piero intentó infructuosamente recuperar el gobierno de Florencia, aprovechando la ayuda de sus hermanos, la de los partidarios que todavía le quedaban en Florencia y la de los estados circundantes, en una Italia permanentemente en estado de guerra.  

Italia en 1494.

En mayo de 1495 se descubrió en Florencia una conjura destinada a reponerle en el gobierno, y pocos meses después estuvo a punto de ser capturado en Cortona mientras organizaba una nueva conspiración.  
El año siguiente concertó con Virginio Orsini una condotta para recuperar la ciudad por la fuerza de las armas, pero cuando las tropas ya estaban formadas Orsini cambió de planes, se puso al servicio del rey de Francia y se dirigió a Nápoles, donde murió.  
En 1497 fue elegido gonfaloniero Bernardo del Nero, que había sido del bando de los Médici; con este apoyo y el de Pandolfo Petrucci de la República de Siena, en abril se dirigió a Florencia a la cabeza de un ejército dirigido por Bartolomeo d'Alviano, pero una fuerte tormenta retrasó su marcha y cuando llegaron frente a las murallas de Florencia ya los florentinos estaban apercibidos de su llegada y reforzados por los hombres de Paolo Vitelli, que había llegado casualmente la noche anterior, y debieron retirarse.  En agosto se descubrió la trama de los florentinos implicados en este episodio, que fueron ejecutados.
En septiembre Siena y Florencia firmaron una tregua, a pesar de las intrigas en contra de Piero.  Con el apoyo de la República de Venecia, un ejército guiado por el duque de Urbino Guidobaldo da Montefeltro, Astorre Baglioni, Carlo Orsini y Bartolomeo d’Alviano llegó hasta el Casentino, pero para entonces los florentinos contaban con la alianza militar del duque de Milán Ludovico Sforza, y entre las tropas de este y las de Paolo Vitelli hostigaron a las venecianas hasta que los hermanos Médici y los comisarios de su ejército desertaron, dejando solos a los soldados que hubieron de rendirse.

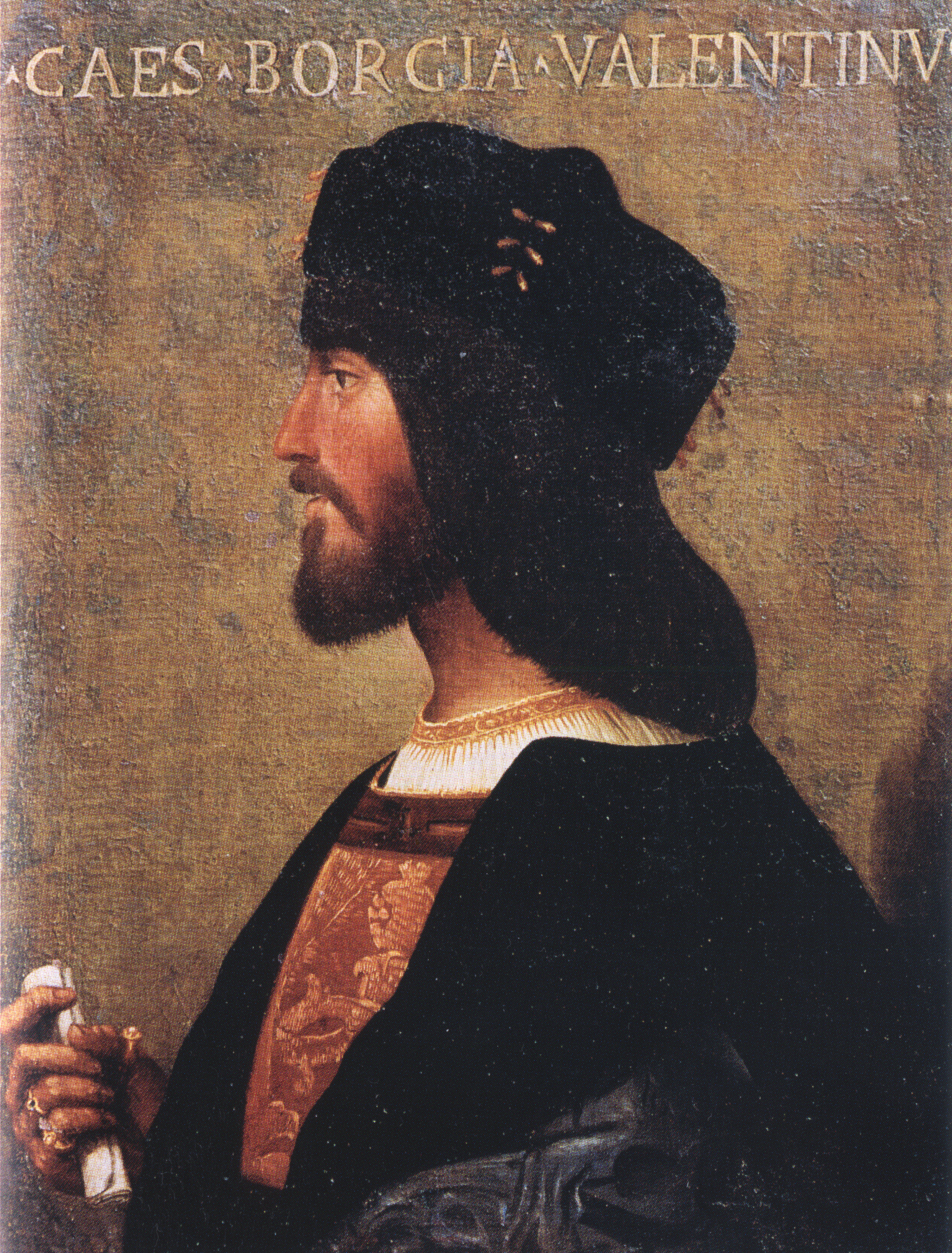
Cesare Borgia.

En 1501 solicitó la ayuda de Cesare Borgia, que en el transcurso de la segunda guerra italiana tenía sus tropas en el Mugello, y el año siguiente volvió a repetir el intento, pero en ambos casos Borgia se negó por órdenes del rey Luis XII de Francia y del papa Alejandro VI.
En junio de 1502 Piero se encontraba en Arezzo cuando esta ciudad se rebeló contra el dominio florentino con la ayuda de Vitellozzo Vitelli y Gian Paolo Baglioni, pero la independencia aretina duró solo tres meses.  El episodio provocó la elección de Piero Soderini como gonfaloniero perpetuo de Florencia.  

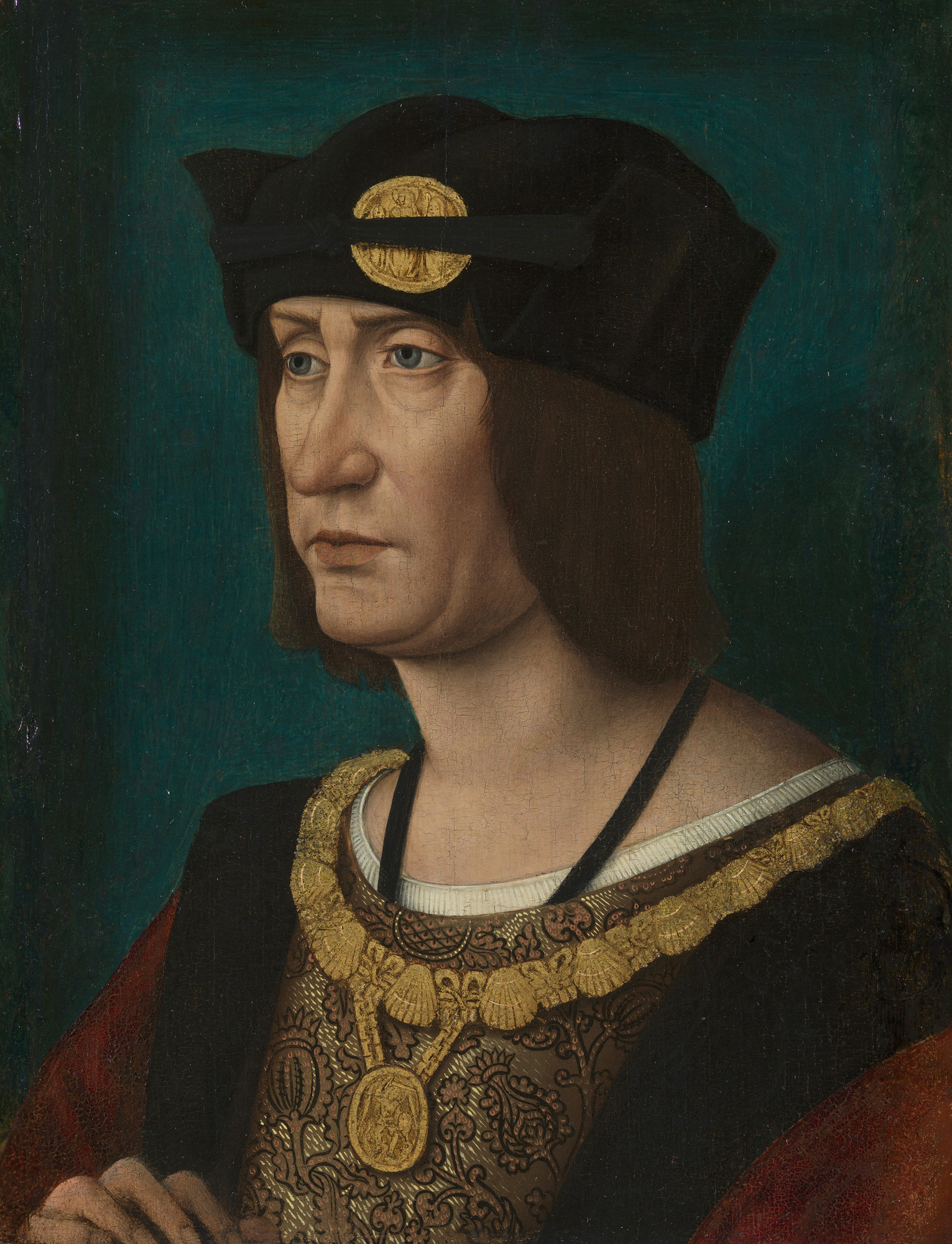
Luis XII de Francia.

### En la guerra de Nápoles
En 1502 entró al servicio del rey Luis XII de Francia, que le nombró gobernador de Cassino.  España y Francia estaban enfrentados en la guerra de Nápoles, y Cassino fue tomado por las tropas de Pedro Navarro, aunque para entonces Piero ya no se encontraba allí.
En diciembre de 1503 participó en la batalla del Garellano en la que las tropas francesas del marqués de Saluzzo fueron derrotadas por las españolas del Gran Capitán; murió ahogado cuando la barca en la que transportaba la artillería se hundió intentando alcanzar las galeras de Pregent de Bidoux que en el puerto de Gaeta llevaban a cabo la evacuación de las tropas.
Varios días después su cuerpo fue rescatado del río y sepultado en la abadía de Montecassino, de la que era abad su hermano Giovanni.  Años más tarde su pariente el papa Clemente VII encargó su monumento fúnebre a los hermanos Antonio y Giovanni Battista da Sangallo.